# Nova ljevica
Nova ljevica (engleski New Left) je naziv za lijevo orijetirane političke pokrete koji su nastali 1960-ih i 1970-ih u mnogim zemljama zapadnog svijeta. Nova ljevica crpi svoje ideje iz neomarksističke – naročito iz misli Herberta Marcusea – i postmarksističke teorije. 
Dok je klasični marksizam bio utemeljen na promišljanju klasne borbe, tj. na borbi – bilo miroljubivoj, bilo nasilnoj – za interese radničke klase, neomarksizam (koji se razvijao nakon II. svjetskog rata) i osobito postmarksizam (koji se razvija od 1980-ih godina) proširuju polje svojega interesa na pitanja potlačenih rasa, manjinskih etničkih skupina, žena, te seksualnih manjina.  
Kod ljevičarski mislilaca, koji su sebe 1980-ih godina praktično bez iznimke smatrali marksistima, mogu se od tog vremena pratiti debate između neomarksista poput Ernesta Laclaua, koji nastoje prihvatiti doprinose znanosti nastale u doba nakon Marxovog vremena, ali ostajući dosljedno "vjerni" Marxovoj ideji; i onih koji su poput primjerice Normana Gerasa otvoreniji novim filozofijama i koji ostaju vjerni tek temeljnom ljevičarskom nagnuću da promatraju svijet kao borbu moralno superiornih potlačenih (radnika, pripadnika koloniziranih naroda itd.) slojeva i moralno inferiornih eksploatatora (kapitalista, kolonizatora itd.). Ovi drugi mislioci – koji s vremenom bivaju označeni kao "postmarksisti", ili naprosto kao mislioci "lijevo od centra" (u Njemačkoj i drugdje u Europi), a u Sjedinjenim Američkim Državama nerijetko kao "liberali" - uvjerljivo prevladavaju u vrijeme nakon raspada Sovjetskog Saveza i pada većeg broja njemu satelitskih režima u sklopu Istočnog bloka; uspijevajući izložiti narativ koji je kulturalno prihvatljiviji široj populaciji ljevičara u suvremenom svijetu.
U SAD je pokret nove ljevice 1960-ih godina bio asociran s hippy pokretom. U Velikoj Britaniji pokret nove ljevice nastaje kao reakcija na neuspjehe stranaka Stare ljevice poslije Drugog svjetskog rata da posve uvjerljivo izvedu korjenite promjene u društvima kojima su kao stranke na vlasti dugo upravljale.   
U desetljećima koja su uslijedila nakon Drugog svjetskog rata, kada je skrbnička država ("država blagostanja") u industrijaliziranim zapadnim državama uspješno kontrolirala socijalne napetosti unutar razvijenih kapitalističkih društava, velika pažnja nove ljevice bila je usmjerena prema zemljama trećeg svijeta, gledajući u širokim slojevima tih zemalja potlačeni sloj kojemu treba ponuditi svjetsku revoluciju, i koji bi dio čovječanstva možda tu svjetsku revoluciju mogao i iznijeti. Od kraja 20. stoljeća, pažnja nove ljevice je u sve većoj mjeri usmjerena prema raznim manjinama, koje se sagledavaju kao po definiciji diskriminirane i potlačene – od rasnih i nacionalnih manjina, do LGBT populacije i žena.
Ovaj pokret se naizgled gasi, tj. postaje manje vidljivim tijekom 1970-ih, nakon što su aktivisti nove ljevice u tzv. dugom maršu kroz institucije (termin kojega je osmislio Rudi Dutsckhe) uspjeli uspostaviti svoje projekte unutar postojećih velikih političkih stranaka, osnovati organizacija koje se bave socijalnom pravdom i pravima raznih manjina (u čemu se izbjegavaju pozivati na političku ideologiju), uz prebacivanje fokusa na politiku identiteta (rase, manjine i seksualna orijentacija), tzv. zelenu politiku ili na politiku alternativnog načina života.    
Nova ljevica zauzima stajalište o režimima realnog socijalizma koji u isto vrijeme nastoji biti kritičan i afirmativan. Tako primjerice povodom donošenja Rezolucije Europskog parlamenta od 19. rujna 2019. o važnosti europskog sjećanja za budućnost Europe (2019/2819(RSP)) - u kojoj se, između ostalog, "naglašava da je Drugi svjetski rat, najrazorniji rat u povijesti Europe, započeo kao neposredni rezultat zloglasnog nacističko-sovjetskog Sporazuma o nenapadanju od 23. kolovoza 1939., poznatog i kao Pakt Molotov-Ribbentrop, i njegovih tajnih protokola, u kojima su ta dva totalitarna režima sa zajedničkim ciljem osvajanja svijeta podijelila Europu u dvije zone utjecaja... podsjeća da su nacistički i komunistički režimi provodili masovna ubojstva, genocid, deportacije i doveli do nezapamćenih gubitaka života i slobode u 20. stoljeću u dotad neviđenim razmjerima u ljudskoj povijesti; najoštrije osuđuje djela agresije, zločine protiv čovječnosti i masovna kršenja ljudskih prava koje su počinili nacistički, komunistički i drugi totalitarni režimi... izražava zabrinutost zbog kontinuirane upotrebe simbola totalitarnih režima u javnom prostoru i u komercijalne svrhe te podsjeća na to da je nekoliko europskih zemalja zabranilo upotrebu i nacističkih i komunističkih simbola", te "napominje da u javnim prostorima nekih država članica (parkovima, trgovima, ulicama itd.) i dalje postoje spomenici kojima se veličaju totalitarni režimi, što otvara put iskrivljivanju povijesnih činjenica o posljedicama Drugog svjetskog rata i propagiranju totalitarnog političkog sustava" - komentira Boris Postnikov u zagrebačkim "Novostima": "...nova evropska rezolucija je nedvosmisleno, apsolutno i apsurdno revizionistička... iako nitko razuman, naravno, neće osporiti da je sporazum Ribbentrop-Molotov svojevremeno šokirao evropske komuniste ni da je tajnim aneksima o podjeli teritorija raskomadao Poljsku, svođenje razloga svjetskog sukoba samo na taj pakt briše iz kolektivne memorije sve ono što se događalo prije, za vrijeme i nakon Drugog svjetskog rata... da je SSSR potom u ratu dao zastrašujućih 27 milijuna ljudskih žrtva. Prešućuje, napokon, i ono što je bilo nakon 1945: dok rezolucija govori o patnji istočnoevropskih naroda pod staljinističkom diktaturom – koju, opet, nitko razuman ne osporava – ni riječju ne spominje podjednako neosporive procese modernizacije i industrijalizacije socijalističkih zemalja".
U Hrvatskoj je 2016. godine osnovana stranka imena "Nova ljevica", u kojoj su vjerojatno najistaknutije figure Rada Borić, Nadežda Čačinović i Dragan Markovina. U svojim Temeljnim načelima, izražava ta stranka sve ono, s čime se nova ljevica kao svjetski fenomen identificira. Ta stranka surađuje s nekoliko stranaka i inicijativa koje dijele slični svjetonazor: Radničkom frontom, ORaH-om, Zagreb je naš i Za grad.

## Vanjske poveznice
- New Left Review, dvomjesečnik o ljevičarskom misli koji neprekidno izlazi od 1960. godine (engleski)
- Vermont Progressive Party, službene stranice ljevičarske stranke s nezanemarivim utjecajem u Vermontu, SAD.